# Volta (tàu khu trục Pháp)
Volta là một tàu khu trục lớn (tiếng Pháp: contre-torpilleurs) thuộc lớp Mogador của Hải quân Pháp. Được đặt tên theo con sông Volta tại Tây Phi, nó được chế tạo ngay trước khi Chiến tranh Thế giới thứ hai nổ ra, và thuộc lớp tàu khu trục áp chót được Hải quân Pháp chế tạo. Cùng với chiếc tàu chị em Mogador, Volta được thiết kế trong một nỗ lực chế tạo một con tàu có thể đánh bại mọi tàu chiến khác có trọng lượng choán nước nhỏ hơn. Nó không được thành công như mong đợi, do sở hữu một dàn vũ khí của tàu tuần dương hạng nhẹ trên một lườn tàu khu trục. Hai chiếc trong lớp được mô tả là đã đẩy khái niệm tàu khu trục vượt quá "giới hạn của mọi khả năng".
Trong quãng đời phục vụ ngắn ngủi cùng Hải quân Pháp, Volta chỉ có những hoạt động giới hạn. Sau khi chiến tranh nổ ra, thoạt tiên nó tham gia nhiệm vụ hộ tống các đoàn tàu vận tải trước khi được cho rút về Brest để tái trang bị. Vào ngày 3 tháng 7 năm 1940, khi lực lượng Hải quân Anh tấn công hạm đội Pháp tại Mers-el-Kébir, Volta tìm cách chạy thoát mà không bị thiệt hại và đã về trú ẩn tại Toulon. Tuy nhiên, khi quân Đức tìm cách chiếm nó cùng với phần còn lại của hạm đội vào ngày 27 tháng 11 năm 1942, nó bị chính thủy thủ đoàn của nó đánh đắm trong cảng Toulon nhằm ngăn không lọt vào tay quân Đức. Cuối cùng nó bị tháo dỡ vào năm 1948.